# Strato di Ekman

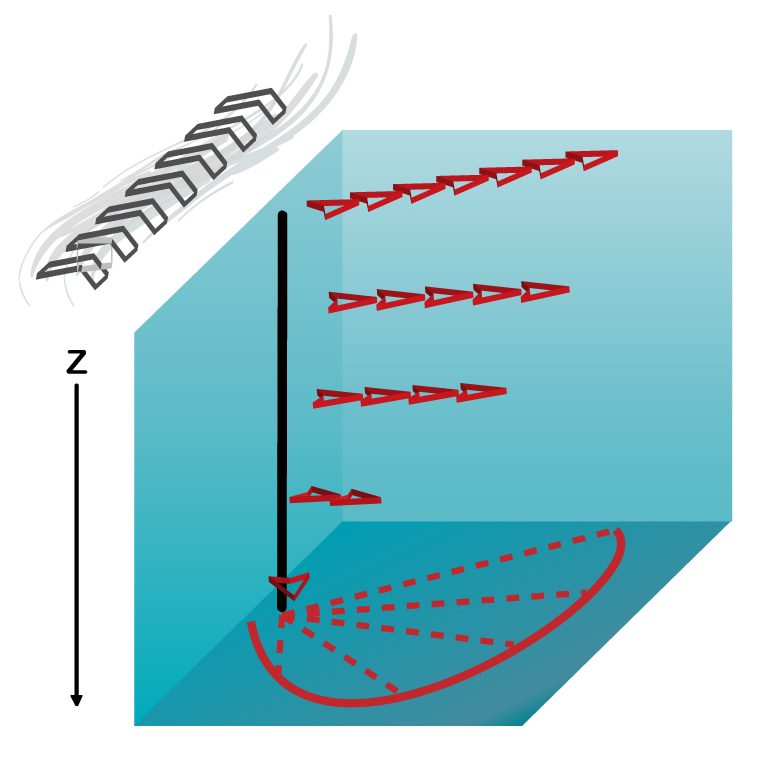
In un fluido lo strato di Ekman è quello in cui il flusso è il risultato del bilanciamento tra il gradiente di pressione, la forza di Coriolis e la resistenza fluidodinamica turbolenta. Nell'immagine, il vento che soffia in direzione Nord crea una tensione sulla superficie dell'acqua del mare che dà luogo alla formazione di una spirale di Ekman nella sottostante colonna d'acqua.

In un fluido lo strato di Ekman è quello in cui il flusso è il risultato del bilanciamento tra il gradiente di pressione, la forza di Coriolis e la resistenza fluidodinamica turbolenta. Fu descritto per la prima dall'oceanografo svedese Vagn Walfrid Ekman.

## Storia
L'esploratore norvegese Fridtjof Nansen durante la sua spedizione nell'Artide del 1893 a bordo del veliero Fram, aveva notato che la deriva degli iceberg nel mare non avveniva esattamente nella direzione in cui spiravano i venti prevalenti, ma che i blocchi di ghiaccio si muovevano con un angolo compreso tra 20° e 40°. Al suo ritorno Nansen chiese al professor Vilhelm Bjerknes di indagare sulla questione. Bjerknes incaricò uno dei suoi studenti, Vagn Ekman, di occuparsi della questione. Ekman presentò i risultati del suo studio nella sua tesi di laurea del 1902.

## Formulazione matematica
La formulazione matematica dello strato di Ekman può essere trovata assumendo che il fluido sia stratificato in modo neutro, con il momento orizzontale in equilibrio tra il gradiente di pressione, la forza di Coriolis e la resistenza fluidodinamica turbolenta. 
{\displaystyle {\begin{aligned}-fv&=-{\frac {1}{\rho _{o}}}{\frac {\partial p}{\partial x}}+K_{m}{\frac {\partial ^{2}u}{\partial z^{2}}},\\fu&=-{\frac {1}{\rho _{o}}}{\frac {\partial p}{\partial y}}+K_{m}{\frac {\partial ^{2}v}{\partial z^{2}}},\\0&=-{\frac {1}{\rho _{o}}}{\frac {\partial p}{\partial z}},\end{aligned}}}
dove {\displaystyle \ u} e {\displaystyle \ v} sono le velocità rispettivamente nelle direzioni {\displaystyle \ x} and {\displaystyle \ y}, {\displaystyle \ f} è il valore locale del parametro di Coriolis e {\displaystyle \ K_{m}} è la viscosità diffusiva dei vortici. 

### Condizioni al contorno
Sono molteplici le situazioni in cui è possibile la formazione di uno strato di Ekman; esse includono la parte bassa dell'atmosfera, in prossimità della superficie di separazione tra terra e oceano, il fondo degli oceani, vicino al fondale marino e la superficie oceanica all'interfaccia tra aria e acqua.
Ognuna di queste regioni ha differenti condizioni al contorno. Consideriamo le condizioni al contorno dello strato di Ekman alla superficie dell'oceano:
{\displaystyle {\text{per }}z=0:\quad A{\frac {\partial u}{\partial z}}=\tau ^{x}\quad {\text{e}}\quad A{\frac {\partial v}{\partial z}}=\tau ^{y},}
dove {\displaystyle \ \tau ^{x}} e {\displaystyle \ \tau ^{y}} sono le componenti della tensione alla superficie, {\displaystyle \ \tau }, del campo del vento o la strato dei ghiacci sulla superficie oceanica e {\displaystyle \ u_{g}} e {\displaystyle \ v_{g}} sono i flussi geostrofici nelle direzioni {\displaystyle \ x} and {\displaystyle \ y}, dato che {\displaystyle \ z\to \infty :u\to u_{g},v\to v_{g}.}

### Soluzioni

Tre visualizzazioni di uno strato di Ekman indotto dal vento, sulla superficie oceanica nell'emisfero Nord. La velocità geostrofica in questo esempio è uguale a zero.

Queste equazioni differenziali possono essere risolte, trovando:
{\displaystyle {\begin{aligned}u&=u_{g}+{\frac {\sqrt {2}}{fd}}e^{z/d}\left[\tau ^{x}\cos(z/d-\pi /4)-\tau ^{y}\sin(z/d-\pi /4)\right],\\v&=v_{g}+{\frac {\sqrt {2}}{fd}}e^{z/d}\left[\tau ^{x}\sin(z/d-\pi /4)+\tau ^{y}\cos(z/d-\pi /4)\right],\\d&={\sqrt {2K_{m}/f}}.\end{aligned}}}
Nel diagramma è riportata la variazione della velocità orizzontale in funzione della profondità ({\displaystyle -z}), nota come spirale di Ekman. 
Applicando l'equazione di continuità, possiamo trovare la velocità verticale nel seguente modo: 
{\displaystyle w={\frac {1}{f\rho _{o}}}\left[-\left({\frac {\partial \tau ^{x}}{\partial x}}+{\frac {\partial \tau ^{y}}{\partial y}}\right)e^{z/d}\sin(z/d)+\left({\frac {\partial \tau ^{y}}{\partial x}}-{\frac {\partial \tau ^{x}}{\partial y}}\right)(1-e^{z/d}\cos(z/d))\right].}
Si può notare che, nell'emisfero settentrionale, quando il volume trasportato associato alla spirale di Ekman viene integrato verticalmente esso si trova alla destra della direzione del vento.

## Osservazioni sperimentali dello strato di Ekman
Le difficoltà connesse con l'osservazione di uno strato di Ekman derivano da due difficoltà fondamentali: la teoria è troppo semplicistica in quanto assume una velocità costante dei vortici, come già lo stesso Ekman aveva anticipato dicendo:
è poiché è difficile progettare strumenti con una sensitività abbastanza elevata da essere in grado di rilevare il profilo di velocità in un oceano.